# Anopheles bradleyi
Anopheles bradleyi este o specie de țânțari din genul Anopheles, descrisă de King în anul 1939. Conform Catalogue of Life specia Anopheles bradleyi nu are subspecii cunoscute.